# Anaciaeschna
Anaciaeschna is een geslacht van libellen (Odonata) uit de familie van de glazenmakers (Aeshnidae).

## Soorten
Anaciaeschna omvat 10 soorten:
- Anaciaeschna donaldi Fraser, 1922
- Anaciaeschna isoceles (Müller, 1767)
- Anaciaeschna jaspidea (Burmeister, 1839)
- Anaciaeschna kashimirensis Singh & Baijal, 1954
- Anaciaeschna martini (Selys, 1897)
- Anaciaeschna megalopis Martin, 1908
- Anaciaeschna melanostoma Lieftinck, 1949
- Anaciaeschna moluccana lieftinck, 1930
- Anaciaeschna montivagans Lieftinck, 1932
- Anaciaeschna triangulifera McLachlan, 1896